# Piz Arblatsch
Piz Arblatsch är en bergstopp i Schweiz.   Den ligger i regionen Albula och kantonen Graubünden, i den östra delen av landet, 170 km öster om huvudstaden Bern. Toppen på Piz Arblatsch är 3 204 meter över havet, eller 263 meter över den omgivande terrängen. Bredden vid basen är 1,1 km.
Terrängen runt Piz Arblatsch är huvudsakligen bergig, men åt nordväst är den kuperad. Runt Piz Arblatsch är det mycket glesbefolkat, med 2 invånare per kvadratkilometer.. Närmaste större samhälle är Silvaplana, 18,7 km sydost om Piz Arblatsch. 
Trakten runt Piz Arblatsch består i huvudsak av gräsmarker.